# InterNIC
InterNIC (Internet Network Information Center) は、かつてインターネットのドメイン名とIPアドレスの割り当てを管理していた団体。1972年から活動していたが、1998年9月18日に Internet Corporation for Assigned Names and Numbers (ICANN) が役割を引き継いだ。電子メールやFTPや World Wide Web では internic.net というドメイン名でアクセスでき、実体は時代によってSRI、ネットワーク・ソリューションズ、AT&Tにあった。

## 用語
InterNIC は、アメリカ合衆国商務省の登録サービスマークである。その使用が Internet Corporation for Assigned Names and Numbers (ICANN) にライセンス供与されている。

## 歴史

### ARPANET と SRI の DDN NIC
最初のネットワーク（ARPANET）運営の中核を担っていたのは、カリフォルニアのスタンフォード研究所 (SRI) にあったダグラス・エンゲルバートの研究室のネットワークインフォメーションセンター (NIC) だった。1972年、エリザベス・J・フェインラーがプロジェクトの研究責任者となり、Internet Assigned Numbers Authority (IANA) が番号を割り当て、NICはネットワーク全体にそれを公表するという形態になった。RFC編集者だったジョン・ポステルがIANAの責任者を兼任し、1998年に亡くなるまで務めた。
ARPANETでは、番号のアドレスの代わりに使える名前がホストそれぞれに割り当てられていた。新たなホストの所有者は HOSTSMASTER@SRI-NIC.ARPA に電子メールを送信してアドレスを取得していた。NICからネットワークアドレスとホスト名の一覧である HOSTS.TXT というファイルを配布し、それを各ホスト上で手動でインストールしていた。ネットワークが拡大してくると、この方式は非常に面倒になってきた。その技術的解決策がポール・モカペトリスの設計した Domain Name System である。SRIに設置されていた Defense Data Network のNIC (DDN-NIC) が、トップレベルドメイン mil、gov、edu、org、net、com、us を含むあらゆる登録サービスを行っていた。DDN-NICはまた、ルートサーバの管理も行い、1984年からはアメリカ国防総省との契約でインターネットの番号割り当ても行っている。

### ネットワーク・ソリューションズの DDN NIC
1990年、インターネットアーキテクチャ委員会は集中化しているNIC/IANAの構成を変える提案をした。アメリカ国防情報システム局 (DISA) は、1972年以来SRIで管理していたDDN-NICの管理・保守を Government Systems, Inc. に移管し、そこから下請けとしてネットワーク・ソリューションズにて実際の運用を行うことになった。1991年10月1日、NICサービスをSRIのDECSYSTEM-20マシンから、ヴァージニア州シャンティリーに設置されたサン・マイクロシステムズのSPARCserver（OSは SunOS 4.1）に移した。

### ネットワーク・ソリューションズ、AT&T、General Atomics の InterNIC
1990年代になると、インターネットの成長のほとんどは軍関係以外となり、アメリカ合衆国以外での拡大が多くなってきた。そこでアメリカ国防総省は mil ドメイン以外の登録サービスへの資金供与をやめることにした。1992年の競争入札を経て、1993年にアメリカ国立科学財団がアドレス割り当てを行う Internet Network Information Center すなわち InterNIC を創設し、3つの組織とその運用契約を結ぶ。登録サービスはネットワーク・ソリューションズ、ディレクトリおよびデータベースサービスはAT&T、情報サービスは General Atomics が提供することになった。後に General Atomics はサービスが契約の基準に達していないとして、契約を打ち切られている。General Atomics が担っていた機能は AT&T が引き継いだ。1998年3月31日、NSFとの契約期間が終了したことを受けて、AT&T が InterNIC サービスから撤退した。

### ICANN の InterNIC
1998年、IANAとInterNICを Internet Corporation for Assigned Names and Numbers (ICANN) の管理下に置く組織改編が行われた。ICANNはアメリカ合衆国商務省との契約によりインターネット関連のいくつかの業務を行うカリフォルニア州の非営利団体である。DNSシステムの運用は民営化され、市場原理に任されているが、名前の登録は入札ベースで請負契約され集中管理されている。

## ドメイン名の制限
1996年からネットワーク・ソリューションズは、ドメイン名に使用できない英単語の一覧を策定し、自動フィルターでそのような単語を含むドメイン名を拒絶するようにした。申請したドメイン名が拒絶されると、その旨を記した電子メールが送られてくる。"shitakemushrooms.com" のようなドメイン名は却下されるが、"shit.com" というドメイン名は1996年より以前に登録されていて今も使われている。
結局ネットワーク・ソリューションズは、わいせつな語を含んでいても人手でそれを評価し、ケース・バイ・ケースでドメイン名として許可するようにした。このようなフィルタリングは、アメリカ政府が管理していた時代には行われず、ICANNが引き継いだ後にも行われていない。